# Hoo, Suffolk
Hoo är en by och en civil parish i distriktet East Suffolk i Storbritannien. Den ligger i grevskapet Suffolk och riksdelen England, i den sydöstra delen av landet, 120 km nordost om huvudstaden London. Civil parish har 160 invånare (2011). Byn nämndes i Domedagsboken (Domesday Book) år 1086, och kallades då Hou.